# Bashkia e Bulqizës
Bashkia e Bulqizës är en kommun i Albanien.   Den ligger i prefekturen Qarku i Dibrës, i den norra delen av landet, 40 kilometer nordost om huvudstaden Tirana.
I omgivningarna runt Bashkia e Bulqizës växer i huvudsak blandskog.  Runt Bashkia e Bulqizës är det ganska tätbefolkat, med 56 invånare per kvadratkilometer.